# Juncus dichotomus
Juncus dichotomus là một loài thực vật có hoa trong họ Juncaceae. Loài này được Elliott mô tả khoa học đầu tiên năm 1817.

## Hình ảnh

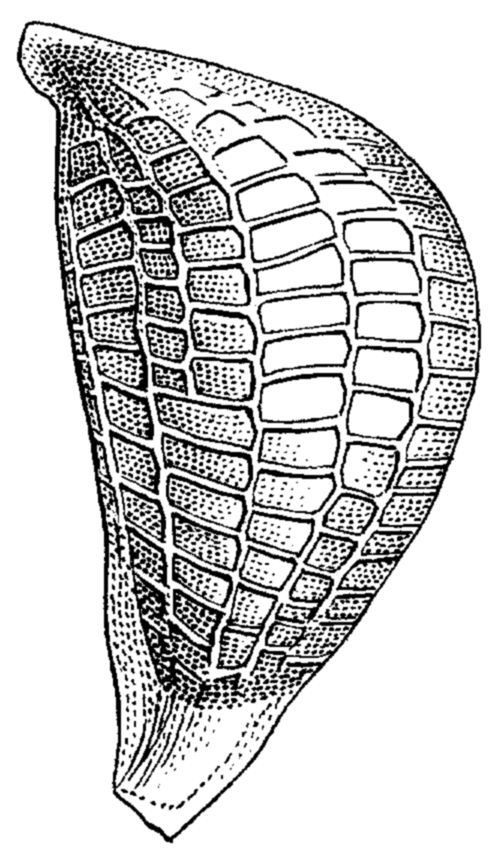